# Karl Ferdinand von der Planitz
Karl Ferdinand Horst von der Planitz (né le 26 août 1893 à Berlin et mort le 7 mai 1945 à Troppau, Reichsgau des Sudètes) est un avocat administratif et président du gouvernement prussien.

## Biographie
Il est issu de la famille noble du Vogtland, très ramifiée, von der Planitz et est le fils du premier mariage du général d'infanterie royal saxon Karl Eugen Horst von der Planitz et de Marga von Koppenfels (de), la fille du président du tribunal de district royal saxon Ferdinand von Koppenfels. Karl Ferdinand étudie le droit et a servi dans l'armée pendant la Première Guerre mondiale . En 1920, il devient stagiaire judiciaire et en 1923, expert fiscal saxon au bureau des impôts de Dresde. À partir de 1924, il travaille au bureau principal des douanes de Neustadt-en-Haute-Silésie, où il est promu au grade d'assesseur du gouvernement, puis de conseiller du gouvernement. À partir de 1925, il travaille à l'Office national des impôts de Kiel, à partir de 1928 à l'Office principal des douanes d'Annaberg et à partir de 1930 à l'Office principal des douanes de Hanovre.
Le 1er septembre 1932, von der Planitz adhère au NSDAP (numéro de membre 1 285 610). À partir du 6 avril 1933, il administre provisoirement le bureau d'arrondissement de Clausthal-Zellerfeld. D'août 1933 à 1936, il est administrateur de l'arrondissement de Zellerfeld. Entre-temps, en 1935, il dirige temporairement le bureau d'arrondissement de Schweidnitz. De septembre 1936 à 1938, il est administrateur de l'arrondissement de Schweidnitz.
Le 1er février 1939, il devient président du district de Stettin. De là, il est transféré en 1944 dans le district de Troppau (de), dans les Sudètes du Reichsgau, où il occupe également le poste de président de district. Dans la SS, il est élevé au grade de SS-Brigadeführer.
Karl Ferdinand est marié à Lotte Körner (1899–1945), la sœur de Paul Körner, depuis le 5 décembre 1920. Il a trois enfants :
- Marga Lotte (1922–2014) mariée en 1953 avec Heinz Bednarz (né en 1921)
- Karl Hans Christoph (1925–1944)
- Karl Hermann Horst (1935–1945)

Le 7 mai 1945, il est tué avec sa femme et son plus jeune fils dans la zone de combat autour de Troppau.